# Dionex Corporation
Dionex Corporation – amerykańska firma z siedzibą w Sunnyvale, Kalifornia (NASDAQ: DNEX), zajmująca się rozwojem, produkcją, sprzedażą i serwisem aparatury chromatograficznej. Głównymi obszarami działalności jest wysokosprawna chromatografia cieczowa (HPLC), chromatografia jonowa (IC) oraz ekstrakcja do fazy stałej (SPE).
Firma Dionex wprowadziła na rynek i nadal rozwija oprogramowanie chromatograficzne Chromeleon. Głównym zadaniem tego oprogramowania jest kompleksowa obsługa aparatury analitycznej, czyli sterowanie poszczególnymi modułami aparatu oraz zbieranie i przetwarzanie danych.
Dionex dostarcza kompleksowe rozwiązania w zakresie chromatografii cieczowej. Każdy z modułów może być sterowany ręcznie bądź z poziomu oprogramowania Chromeleon.
Oprócz klasycznej chromatografii cieczowej Dionex wprowadził niedawno zestaw do szybkiej chromatografii RSLC (ang. Rapid Separation Liquid Chromatography) pozwalający na osiąganie ciśnień do 1000 bar przy przepływie rzędu 5 ml/min. Można osiągnąć przepływ rzędu 8 ml/min przy ciśnieniu 800  bar. Innym nowatorskim rozwiązaniem są zestawy nano LC, które pozwalają na osiąganie prędkości przepływu 20 nl – 50 μl przy ciśnieniu fazy ruchomej 800  bar. Zestawy nanlo LC są rozwiązaniami do sprzęgania z spektrometrami mas.
W 2009 Dionex przejął kontrolę nad częścią firmy ESA Biosciences zajmującą się produktami związanymi z HPLC. To zaowocowało włączeniem do oferty Dionexa nowych detektorów.
W grudniu 2010 firma Thermo Fisher Scientific ogłosiła zakup Dioneksu za 2,1 miliarda dolarów.
Dionex produkuje też kolumny chromatograficzne Acclaim. Oprócz tego dostępny jest aparat AutoTrace służący do przeprowadzania ekstrakcji do fazy stałej.